# Ziggy Stardust (personagem)

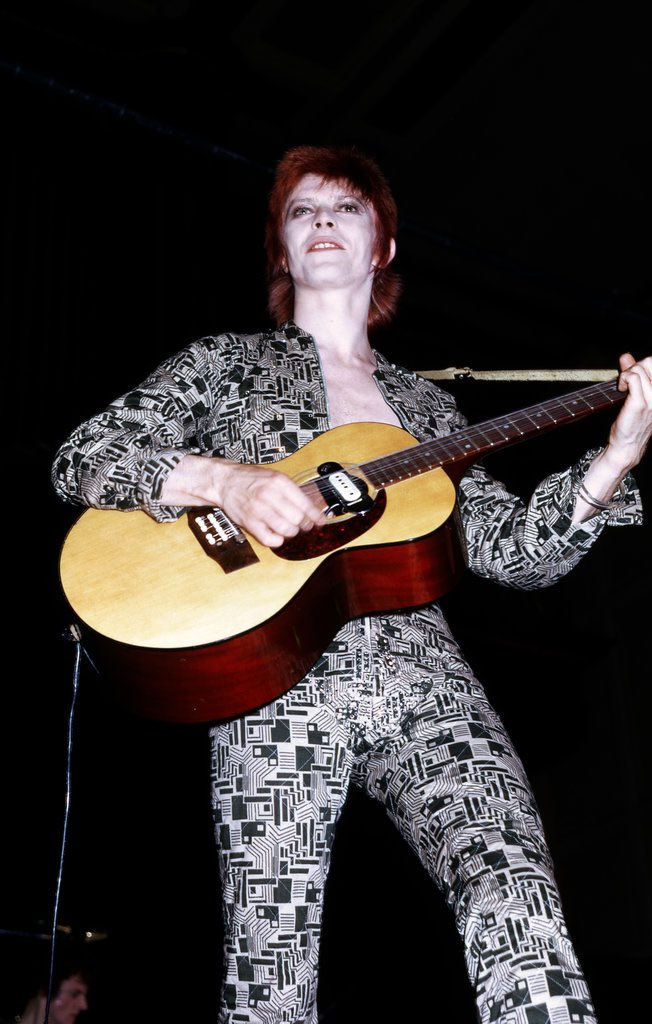
David se apresentando como Ziggy Stardust na Newcastle City Hall em 1972

Ziggy Stardust é um personagem fictício criado pelo músico inglês David Bowie e foi sua persona de palco entre 1972 e 1973. Personagem epônimo da música "Ziggy Stardust" e do álbum The Rise and Fall of Ziggy Stardust and the Spiders from Mars (1972), Ziggy Stardust foi mantido na turnê subsequente de Bowie pelo Reino Unido, Japão e América do Norte. Durante essa turnê, Bowie interpretou Ziggy Stardust com a banda de apoio The Spiders from Mars. Bowie deu continuidade ao personagem em seu próximo álbum, Aladdin Sane (1973), que ele descreveu como "Ziggy vai para a América". Bowie aposentou o personagem em 3 de julho de 1973 em um show no Hammersmith Odeon em Londres, que foi filmado e lançado no documentário Ziggy Stardust and the Spiders from Mars.

## Na cultura popular

### Música
- A ópera rock cyberpunk de 1976, Starmania, apresenta um personagem chamado Ziggy.
- A banda de rock britânica Def Leppard fez referência ao personagem em sua música Rocket em seu álbum de 1987, Hysteria.
- A banda sueca Gyllene Tider gravou uma música chamada "Åh Ziggy Stardust (var blev du av?)" ("Ah Ziggy Stardust, o que aconteceu com você?"),[1] incluída no relançamento de seu álbum Gyllene Tider em 1990..
- Ziggy Stardust foi um dos vários ícones pop de de Marc Almond se fantasiou no vídeo de seu single "Adored and Explored" de 1995 e na capa de seu single seguinte, "The Idol".[1]
- O personagem Omēga, apresentado na capa do álbum Mechanical Animals de Marilyn Manson de 1998, foi baseado em Ziggy Stardust, esteticamente e em termos de história.[2]
- Uma versão em desenho animado de Ziggy apresentada no vídeo do single "Yes We Can" de Boy George de 2008.[1]
- Matt Sorum fez referência ao personagem na música "What Ziggy Says" de seu álbum Stratosphere de 2014.[1]

### Cinema e televisão
- A estrela pop fictícia Brian Slade e seu alter ego da era espacial Maxwell Demon no filme Velvet Goldmine de 1998 foram baseados em Bowie em seu período Ziggy Stardust,[3] embora Bowie tenha se dissociado do filme.[4]
- No especial de comédia de 1999, Golden Years, Ricky Gervais interpreta um imitador de Bowie chamado Clive Meadows, que chega para uma reunião de negócios como Ziggy Stardust.[5]
- No sexto episódio da sitcom Flight of the Conchords de 2007, o personagem Brett (Bret McKenzie) é visitado por uma versão onírica de Ziggy Stardust, entre várias outras personas de Bowie.[6]
- O personagem "Ziggy Stardust" fantasiado aparece em Watchmen, de Zack Snyder.[7]
- "Artie" (interpretado por John McCrea) no filme Cruella de 2021 foi inspirado no personagem.[8]
- No episódio 4 da 2ª temporada de Big Little Lies, o personagem Ziggy se veste de Ziggy Stardust. Ziggy Stardust também é mencionado pelo nome na estreia da 1ª temporada.[9][10]